# Duitse literatuur
Onder Duitse literatuur verstaat men alle literaire werken die in het Duits zijn geschreven. Ook de literatuur van Oostenrijk, de Duitstalige Zwitserse literatuur en de Duitstalige literatuur van Duitsland vallen hier dus onder.

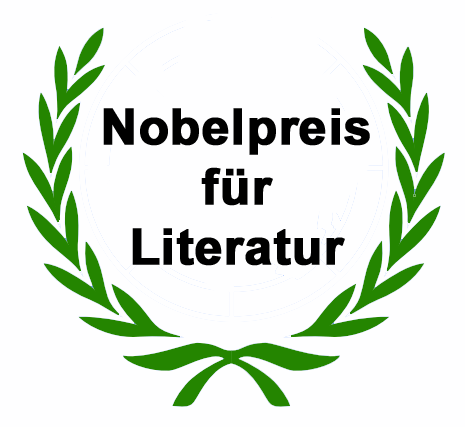
1902 Theodor Mommsen (DE)
1908 Rudolf Eucken (DE)
1910 Paul Heyse (DE)
1912 Gerhart Hauptmann (DE)
1919 Carl Spitteler (CH)
1929 Thomas Mann (DE)
1946 Hermann Hesse (CH/DE)
1966 Nelly Sachs (DE)
1972 Heinrich Böll (DE)
1981 Elias Canetti (UK)
1999 Günter Grass (DE)
2004 Elfriede Jelinek (AT)
2009 Herta Müller (DE)

## Middeleeuwen (750-1500)

### 750–1100
In de vroege middeleeuwen werden verhalen slechts mondeling overgeleverd. Van deze Oudgermaanse poëzie zijn dan ook nog slechts het Hildebrandslied en de Germaans-heidense Merseburger toverspreuken bekend.
Tot circa 1000 stond de Oudhoogduitse letterkunde in het teken van het christendom. Met name glossen en vertalingen uit het Latijn speelden een grote rol, naast bijbelepen – nog in het oude stafrijm – als de Heliand en het Liber evangeliorum van Otfrid von Weißenburg. In de elfde eeuw ontstonden vroeg-Middelhoogduitse religieus-moralistische teksten, vooral bestemd voor adellijke leken, zoals het Ezzolied (ca. 1065) en legenden zoals het Annolied (ca. 1077).

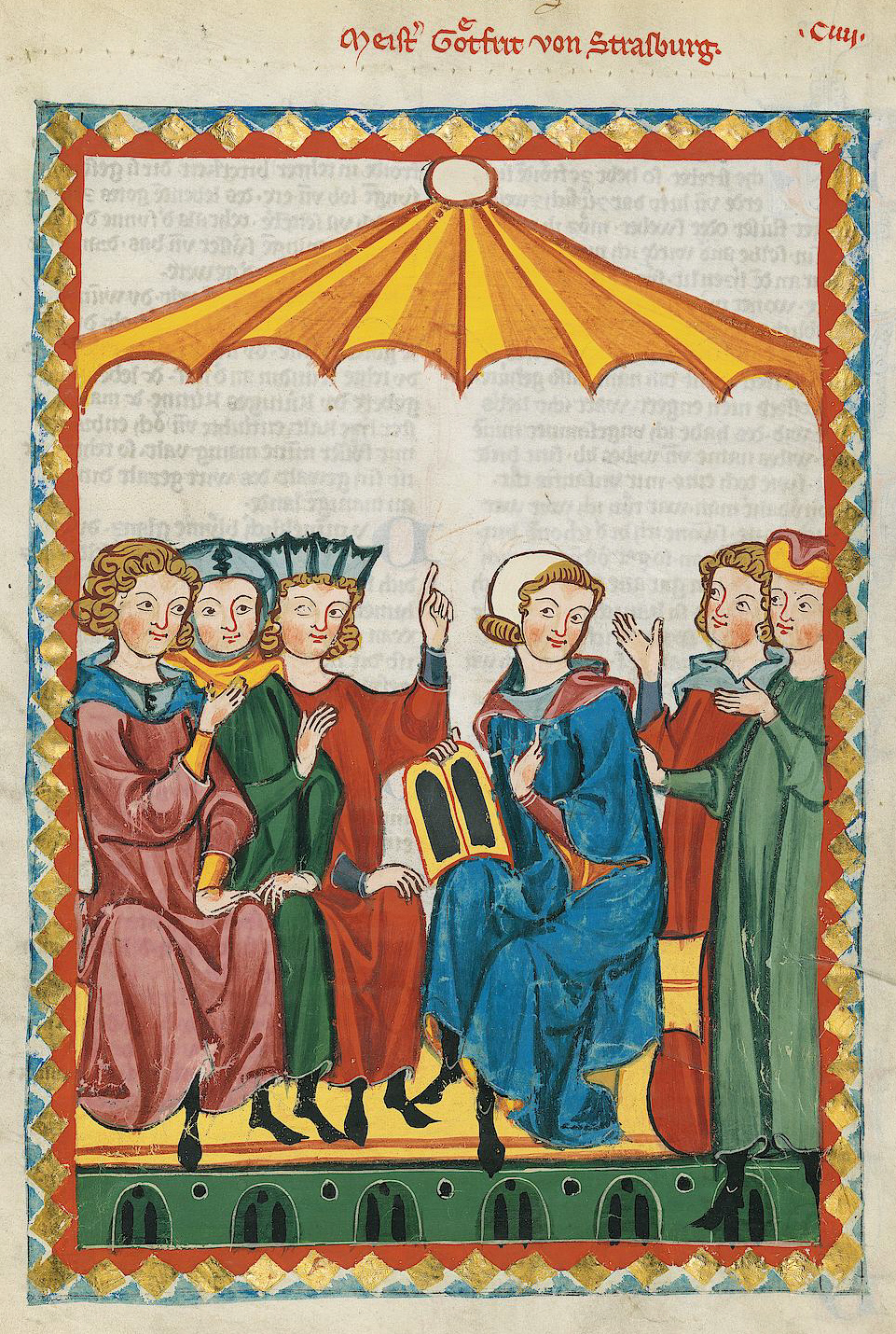
Gottfried von Straßburg (in het blauwe gewaad)

### 1100–1250
In de twaalfde eeuw werd het aantal thema's in de literatuur uitgebreid met wereldlijke stof (o.a. Roelandslied) en deed met Hendrik van Veldeke (Duits: Heinrich von Veldeke, hij wordt zowel tot de Nederlandse als de Duitse literatuur gerekend) de hoofse dichtkunst zijn intrede.
Uit volkse liefdeslyriek ontstond in deze periode de minnezang met als belangrijkste vertegenwoordigers Heinrich von Morungen, Hartmann von Aue en Walther von der Vogelweide. Naar Frans voorbeeld (Chrétien de Troyes) ontstonden hoofse epen als Erec (Hartmann von Aue), Tristan und Isolde (Gottfried von Straßburg), Parzival (Wolfram von Eschenbach) en het anonieme Nibelungenlied.

### 1250–1500
Van cruciaal belang was in de late middeleeuwen de uitvinding van de boekdrukkunst, die goedkope productie van boeken mogelijk maakte. Een overgang naar de moderne tijd vormde Johannes von Tepl met zijn Der Ackermann aus Böhmen.

## Humanisme en Reformatie (1450–1600)
Met de Renaissance in Italië kwam Duitsland in aanraking met het daarmee nauw verwante humanisme, dat echter slechts aan een kleine groep geleerden als Desiderius Erasmus en Johannes Reuchlin bleef voorbehouden, die bovendien in het Latijn schreven.
Succesvolle werken in de volkstaal waren de rebelse gedichten van Ulrich von Hutten (1488-1523) en het Narrenschiff van Sebastian Brant (1458-1521).
Meer invloed had de door Maarten Luther (1483-1546) op gang gebrachte Reformatie. Luthers Bijbelvertaling (1522-1534) oefende een blijvende invloed op het Duits uit. Overige stromingen van belang waren de Meistersang, de klucht en het Fastnachtsspiel met als belangrijkste vertegenwoordigers Hans Sachs (1494–1576) en Jörg Wickram (ca. 1505–1562). Ook noemenswaardig zijn volksboeken als de Historia von D. Johann Fausten en Till Eulenspiegel (Tijl Uilenspiegel). Een overgang naar de barok vormde Johann Fischart (ca. 1546-1590).

## Barok (1600–1720)
De barok bracht een nieuwe vorm van kunst naar Duitsland. Als grondlegger geldt Martin Opitz (1579-1639), die ook de herdersliteratuur introduceerde. Vermeldenswaardig zijn voorts nog zijn leerlingen Paul Fleming (1609-1640) en Simon Dach (1605-1659).
Andere belangrijke dichtvormen uit deze periode zijn het sonnet, de ode en het epigram. De lyriek kan grofweg worden verdeeld in religieus (voornamelijke protestants) en wereldlijk. Van de eerste groep zijn Friedrich Spee von Langenfeld (1591-1635), Paul Gerhardt (1607-1676), Angelus Silesius (1624-1677) en de mysticus Jakob Böhme (1575-1624) van belang; van de tweede groep de sonnetten van Andreas Gryphius (1616-1664), alsmede Christian Hofmann von Hofmannswaldau (1617-1679).
In deze tijd werden talrijke Sprachgesellschaften opgericht, te vergelijken met de Nederlandse rederijkerskamers, waarvan met name de Fruchtbringende Gesellschaft bekend is.
Wat betreft de barokke roman zijn te onderscheiden: de herdersroman, de hoofs-galante roman, de staatsroman en de schelmenroman. Te noemen is hier vooral de auteur Hans Jakob Christoffel von Grimmelshausen (ca. 1625-1676) met zijn Simplicissimus en talrijke daarvan afgeleide werken.

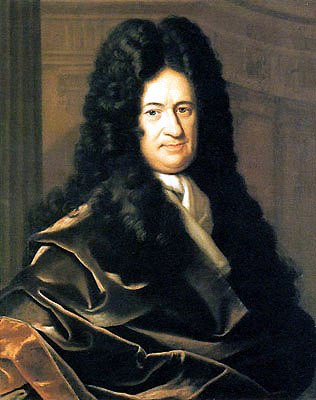
Leibniz

## Verlichting (1720–1770)
Een echte grens tussen de barok en de Verlichting is moeilijk te trekken. Tot de vroege Verlichting kunnen personen als Christian Wolff, Gottfried Wilhelm Leibniz (1646-1716) en Christian Fürchtegott Gellert (1715-1769) gerekend worden, die eigenlijk iets eerder leefden. Johann Christian Günther (1695-1723) en Barthold Heinrich Brockes (1680-1747) worden tot beide tijdvakken gerekend.
De Verlichting bracht de Duitstalige literatuur met name didactische en moraliserende werken. Belangrijk in deze periode waren de theoretische werken van Johann Christoph Gottsched (1700-1766; zijn literatuur geldt echter als tweederangs), die de literatuur naar voorbeeld van het Franse classicisme geheel op verstandelijke regels wilde gronden.
Hij werd bestreden door de Zwitsers Johann Jakob Bodmer (1698-1783) en Johann Jakob Breitinger (1701-1776), die meer de nadruk op de fantasie wilden leggen (Empfindung). In deze geest schreef Friedrich Gottlieb Klopstock (1724-1803). Hij werd op zijn beurt weer bestreden door Gotthold Ephraim Lessing (1729-1781), die William Shakespeare als voorbeeld zag. Te noemen zijn zijn Minna von Barnhelm (het eerste Duitse karakterblijspel), literatuurkritiek (met Friedrich Nicolai en Moses Mendelssohn) en drama's, met name Nathan der Weise.

## Sturm und Drang (1765–1785)
De Sturm und Drang was een reactie van jongere schrijvers op de Verlichting, die als benauwend en koud werd ervaren. Deze stroming, waarvan Johann Gottfried Herder wegbereider is, werd gekenmerkt door een geniecultus, oorspronkelijkheid en het zich afwenden van het verstand. Andere bekende Stürmer-und-Dränger zijn Johann Wolfgang von Goethe (1749-1832; Die Leiden des jungen Werthers), Friedrich Schiller (1759-1805; Die Räuber) en Jakob Michael Reinhold Lenz (1751-1792).

## Weimarer Klassik (1786–1805)
Op de Sturm und Drang volgde al snel de Weimarer Klassik, waarvan het begin meestal bij Goethes Italiaanse reis in 1786 wordt gezien. Deze nieuwe stroming, die haar centrum aan het hof in Weimar had, oriënteerde zich op de humanistische idealen met classicistische elementen.
Belangrijke werken van Goethe die tot de Klassik worden gerekend zijn het drama Iphigenie auf Tauris en de tragedies Faust I en II. Hierbij behoort het eerste deel van Faust tot de Sturm und Drang periode van Goethe en het tweede gedeelte bij de Klassik. De tweede grote schrijver van de Weimarer Klassik is Friedrich Schiller met zijn drama's Wallenstein (1800), Maria Stuart (1801), Die Jungfrau von Orleans (1801) en Wilhelm Tell (1804). Tot de vroege Klassik wordt gerekend Karl Philipp Moritz (1757-1793), tot de late Friedrich Hölderlin (1770-1843), die reeds richting romantiek ging.

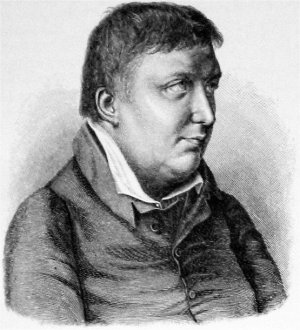
Friedrich Schlegel

## Romantiek (1796–1835)
De romantiek ontstond als reactie op de Verlichting en de Klassik, en knoopte meer bij de Sturm und Drang aan. In deze stroming werd de nadruk gelegd op de fantasie, het onbewuste en de Duitse geschiedenis (niet de Griekse, zoals in de Klassik).
De vroege romantiek is vanuit literatuur-theoretisch perspectief belangrijk. Bevriende auteurs als August Wilhelm Schlegel (1767-1845) en Friedrich Schlegel (1772-1829), Wilhelm Heinrich Wackenroder (1773-1798), Ludwig Tieck (1773-1853) en Novalis (1772-1801) braken met vele conventies en deden het sprookje en de lyriek op de voorgrond treden ten koste van het drama.
Andere belangrijke vertegenwoordigers waren Ludwig Achim von Arnim (1781-1831), Clemens Brentano (1778-1842) en hun echtgenote/zuster Bettina von Arnim (1785-1859). Zeer bekend zijn de Kinder- und Hausmärchen van de Gebroeders Grimm (Jacob en Wilhelm). E.T.A. Hoffmann (1776-1822) en Joseph von Eichendorff (1788-1857) zijn tot de late romantiek te rekenen, Heinrich Heine (1797-1856) echter al tot het realisme.

## Biedermeier (1815–1848)
Bekende Biedermeier-dichters zijn Nikolaus Lenau (1802-1850), Eduard Mörike (1804-1875), Friedrich Rückert (1788-1866) en August von Platen (1796-1835); bekende prozaschrijvers Annette von Droste-Hülshoff (1797-1848), Adalbert Stifter (1805-1868), Jeremias Gotthelf (1797-1854) en Wilhelm Hauff (1802-1827). De Oostenrijkse dramatici Franz Grillparzer (1791-1872), Johann Nepomuk Nestroy (1801-1862) en Ferdinand Raimund (1790-1836) zijn in meer of mindere mate tot de Biedermeier te rekenen.

## Vormärz (1830–1850)
Auteurs die tot de Vormärz gerekend worden, waren politiek geëngageerd en brachten het politieke gedicht tot bloei. Vele van hen waren verenigd in de losse groepering Junges Deutschland, zoals Georg Herwegh (1817-1875), Heinrich Laube (1806-1884), Karl Gutzkow (1811-1878) en Ferdinand Freiligrath (1810-1876). Gelijkgezind waren Heinrich Heine, Ludwig Börne (1786-1837) en Georg Büchner (1813-1837).

## Poëtisch realisme (1848–1890)
Het poëtisch realisme of burgerlijk realisme kenmerkt zich door een afkeer van de grote maatschappelijke problemen en in plaats daarvan aandacht voor de kleine problemen thuis en het individu. Het belangrijkste genre van deze stroming was de novelle, bijvoorbeeld Das Amulett van Conrad Ferdinand Meyer (1825-1898) en Der Schimmelreiter van Theodor Storm (1817-1888). Wat betreft het drama is alleen Friedrich Hebbel (1813-1863) van belang. De belangrijkste romanschrijvers waren Gustav Freytag (1816-1895) en Wilhelm Raabe (1831-1910).
De twee grote schrijvers van het burgerlijke realisme zijn de Zwitser Gottfried Keller (1819-1890) en Theodor Fontane (1819-1898). In Oostenrijk zijn de dorpse motieven van Marie von Ebner-Eschenbach (1830-1916), Ludwig Anzengruber (1839-1889) en, later, Peter Rosegger (1843-1918) van belang.

## Naturalisme (1880–1900)
Belangrijke naturalistische romans zijn er in het Duitse taalgebied niet geweest. Vermeldenswaardig zijn wel de lyrische poëzie en het korte proza van Arno Holz (1863-1929) en Johannes Schlaf (1862-1941), alsmede de drama's van Gerhart Hauptmann (1862-1946, 1912; Nobelprijs voor de Literatuur). Op de grens met het fin de siècle vinden we Frank Wedekind (1864-1918).

## De periode 1900-1933
De periode 1900-1933 is zeer pluriform en kent geen dominerende stroming.

### Symbolisme
De symbolistische dichtkunst is elitair en hecht veel waarde aan schoonheid en vorm. In navolging van Fransen als Stéphane Mallarmé, Charles Baudelaire en Arthur Rimbaud zijn in Duitsland met name Stefan George (1868-1933), Hugo von Hofmannsthal (1874-1929) en Rainer Maria Rilke (1875-1926) van belang. Een verwante richting is de jugendstil.

### Vernieuwing in de roman
Parallel aan tegen de traditie gerichte stromingen ontstonden ook prozawerken die de roman verruimden, zoals van Heinrich Mann (1871-1950), Thomas Mann (1875-1955), Hermann Broch (1886-1951), Robert Musil (1880-1942), Franz Kafka (1883-1924) en Hermann Hesse (1877-1962).

### Heimatkunst (1890-1910)
De Heimatkunst was een literaire stroming die haar heil zocht in het dorpsleven en de natuur en was een reactie op het stedelijke naturalisme en de kunstmatig geachte neoromantiek. Van belang is vooral Adolf Bartels (1862-1945), die samen met Friedrich Lienhard het tijdschrift Heimat uitgaf.

### Expressionisme (1910–1920) en avant-garde
Het expressionisme, de laatste grote literaire stroming in Duitsland, was een reactie op de burgerlijke levensnormen van het fin de siècle. De antiburgerlijke tendensen van deze periode culmineerden in het dadaïsme. Invloed oefenden ook het surrealisme en het futurisme uit.
Belangrijke schrijvers van het expressionisme zijn Alfred Döblin (1878-1957), Albert Ehrenstein (1886-1950), Carl Einstein (1885-1940), Salomo Friedländer (1871-1946), Walter Hasenclever (1890-1940), Georg Heym (1887-1912), Ludwig Rubiner (1881-1920), Else Lasker-Schüler (1869-1945), August Stramm (1874-1915), Ernst Toller (1893-1939), Georg Trakl (1887-1914) en Alfred Wolfenstein (1888-1945).

### Nieuwe zakelijkheid
Op het expressionisme volgde de nuchtere en realistische nieuwe zakelijkheid (Neue Sachlichkeit). Wat betreft de dramatiek zijn uit deze stroming te noemen Ödön von Horváth (1901-1938), Bertolt Brecht (1898-1956) en de regisseur Erwin Piscator, wat betreft de epiek Erich Kästner (1899-1974), Anna Seghers (1900-1983), Erich Maria Remarque (1898-1970) en Arnold Zweig (1887-1968).

## Nationaalsocialisme enExilliteratur
Na de machtsovername van Adolf Hitler in 1933 was in nazi-Duitsland onafhankelijke literatuur en literatuurkritiek niet meer mogelijk. In 1938 volgde de Anschluss van Oostenrijk. In beide landen vonden boekverbrandingen plaats. De door het naziregime gesteunde literatuur werd gekenmerkt door de Blut und Bodencultus. Vele schrijvers moesten het land ontvluchten. Enkele die dit weigerden, vonden de dood (Jakob van Hoddis, Carl von Ossietzky). Van belang is ook de Innere Emigration van tegenstanders van het regime die in het Rijk bleven en dus monddood werden gemaakt. Te noemen zijn in deze categorie Gottfried Benn, Ernst Jünger, Erich Kästner, Gerhart Hauptmann, Heimito von Doderer en Wolfgang Koeppen.
1500 auteurs ontvluchtten echter het land en vormden in het buitenland centra van emigrantenliteratuur (Exilliteratur, letterlijk "ballingschapsliteratuur"). Auteurs die ook in het buitenland productief waren, zijn bijvoorbeeld Heinrich Mann, Thomas Mann, Bertolt Brecht, Anna Seghers, Franz Werfel, Erich Maria Remarque en Hermann Broch. Minder in hun element waren bijvoorbeeld Alfred Döblin en Joseph Roth. Na de Tweede Wereldoorlog keerden deze schrijvers deels terug naar Duitsland, andere – onder wie Elias Canetti – bleven in het buitenland.

## 1945 tot de Duitse hereniging
Na de Tweede Wereldoorlog sprak men in Duitsland en Oostenrijk – die jarenlang politiek en cultureel geïsoleerd waren geweest – van een nulpunt (Stunde Null, Kahlschlag, tabula rasa). Meteen ontstond de Trümmerliteratur (tot ca. 1950), die uitdrukking gaf aan de verschrikkingen van de nazitijd en een ineengestorte wereld beschreef. Iets later begon men de misgelopen literaire ontwikkelingen in te halen. De Wiener Gruppe zocht naar nieuwe vormen van literatuur, de Gruppe 47 werd in West-Duitsland toonaangevend.

### Bondsrepubliek Duitsland
Direct na 1945 concentreerde de West-Duitse literatuur zich vooral op de gruwelen van de oorlog en de situatie van teruggekeerden (de zogenaamde 'Vergangenheitsbewältigung', het in het reine komen met het verleden): de kaalslagliteratuur. Een populair genre hiervoor was het korte verhaal, zoals dat van Heinrich Böll (1917-1985). Toen het Wirtschaftswunder inzette, hield men zich meer met het heden bezig, zoals in de maatschappijkritische romans van Wolfgang Koeppen (1906-1996) en Martin Walser (1927). Te noemen zijn verder Günter Grass (1927), Günter Eich (1907-1972) en de concrete poëzie van Helmut Heißenbüttel (1921-1996).
Minder goed in een bepaalde richting in te passen zijn Uwe Johnson (1934-1984), de experimenterende Arno Schmidt (1914-1979) en de absurde drama's van Wolfgang Hildesheimer (1916-1991). Door de Vietnamoorlog kwamen politiek gerichte genres op, zoals het politieke gedicht (Hans Magnus Enzensberger (1929), Erich Fried (1921-1988)) en het politieke drama (Peter Weiss (1916-1982), Rolf Hochhuth (1931)) op. De 'Nieuwe Subjectiviteit' (Rolf Dieter Brinkmann) ging daar tegenin en had aandacht voor de waarneming van het alledaagse.

### Duitse Democratische Republiek
In de DDR, die zichzelf als "Literaturgesellschaft" afficheerde, eiste het regime een literatuur op basis van het socialistisch realisme en het kritisch realisme. Als vertegenwoordiger van deze stroming is vooral Hermann Kant (1926) te noemen. De belangrijkste prozaschrijver was Johannes Bobrowski (1917-1965). Veel schrijvers moesten of mochten het land echter verlaten, onder wie Wolf Biermann (1936; de bekende Biermann-Ausbürgerung in 1976), Sarah Kirsch (1935) en al eerder Uwe Johnson (1934).
Andere belangrijke auteurs zijn Christa Wolf (1929), Heiner Müller (1929-1995), Irmtraud Morgner (1933-1990), Stephan Hermlin (1915-1997), Stefan Heym (1913-2001) en Jurek Becker (1937-1997).

### Oostenrijk
In Oostenrijk trachtten na de Tweede Wereldoorlog vooral de Wiener Gruppe rond Gerhard Rühm (1930), Konrad Bayer (1932-1964) en H.C. Artmann (1921-2000) en auteurs als Albert Paris Gütersloh (1887-1973) en Heimito von Doderer (1896-1966) aanknopingspunten te vinden met de door het austrofascisme en het nazitijdperk afgesloten moderne traditie.
Een constante in de Oostenrijkse literatuur is het taalspel, waarvan Ernst Jandl (1925-2000) en Franzobel (1967) de bekendste vertegenwoordigers zijn.
Van grote invloed waren in de jaren 60 en 70 auteurs als Peter Handke (1942), Ingeborg Bachmann (1926-1973) en Thomas Bernhard (1931-1989). In dezelfde traditie schrijven ook Norbert Gstrein (1961), Elfriede Jelinek (1946), O. P. Zier (1954), Sabine Gruber (1963) en Ruth Aspöck (1947).

### Zwitserland
1945 speelde in de Duitstalige literatuur van het neutraal gebleven Zwitserland een veel minder ingrijpende rol dan in Duitsland en Oostenrijk. De belangrijkste auteurs zijn Max Frisch (1911-1991) en Friedrich Dürrenmatt (1921-1990). Verder zijn te noemen Adolf Muschg (1934), Peter Bichsel (1935-2025), Urs Widmer (1938-2014), Fritz Zorn (1944-1976) en van de na 1945 geboren generatie Martin Suter (1948), Peter Stamm (1963) en Christian Kracht (1966).